# Fuernrohria
Fuernrohria, monotipski biljni rod raširen po Anatoliji, Iranu, Azerbajdžanu, Armeniji i Gruziji. Jedina je vrsta F. setifolia, pripada porodica štitarki.
Opisan je u Linnaea 16: 356. 1842.

## Sinonimi
- Coriandrum setifolium (K.Koch) Koso-Pol.